# 프레드 크레인

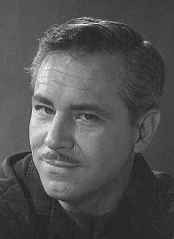

프레드 크레인(Herman Frederick Crane, 1918년 3월 22일 ~ 2008년 8월 21일)은 미국의 라디오 DJ, 텔레비전 배우, 영화배우, 호텔리어, 연극 배우이다.
뉴올리언스에서 태어났으며 애틀랜타에서 사망하였다.

## 영화
- 바람과 함께 사라지다 (1939년)